# وزارة التطوير الحضاري والعشوائيات (مصر)
وزارة التطوير الحضاري والعشوائيات المصرية هي وزارة مٌلغاة كانت مسئولة عن متابعة تطوير المساكن العشوائية والحفاظ على المظهر العمراني الحضاري في جمهورية مصر العربية. والتي كانت تعد أحد اختصاصات وزارة الإسكان ووزارة الثقافة حتى تم فصلها في وزارة إبراهيم محلب الثانية.

## الوزراء
- د /ليلى إسكندر